# Associação Recreativa e Cultural Valpedrense
A Associação Recreativa e Cultural Valpedrense tem a sua sede em Vale da Pedra, pertencente à União de Freguesias de Souto da Carpalhosa e Ortigosa.